# 戸沢正胤
戸沢 正胤（とざわ まさつぐ）は、出羽新庄藩の第9代藩主。

## 生涯
寛政4年（1792年）12月10日、第8代藩主・正親の長男として生まれる。寛政8年（1796年）の父の死去により家督を継ぐ。藩財政を再建するため、文政元年（1818年）に国産方を設置して織物業の奨励・振興に尽力し、亀絞織を創始した。そのほかにも困窮者の救済にあたっている。
文化11年（1814年）に、家臣の八柳極人による八柳騒動が発生し、八柳極人、馬之丞父子を斬罪に処している。
天保11年（1840年）3月18日、家督を次男・正令に譲って隠居した。
しかし正令が天保14年（1843年）に早世したため、孫の正実を第11代藩主となし、自らは幼少の正実を補佐している。安政5年（1858年）7月13日に死去した。享年67。

## 系譜
父母
- 戸沢正親（父）
- 美直院 - 側室（母）

正室
- 伊与姫 - 蜂須賀治昭の養女、蜂須賀重喜の娘

側室
- 八重
- 菊之江
- 花枝

子女
- 戸沢正賜（長男）
- 戸沢正令（次男）生母は伊与姫（正室）[2]
- 戸沢正啓（三男）
- 戸沢正紀（四男）生母は菊之江（側室）
- 戸沢正彬（五男）生母は菊之江（側室）
- 楢岡信之助
- お晋 - 土井利忠正室
- お透 - 松平信宝室、生母は菊之江（側室）
- たか - 楢岡光村室、生母は花枝（側室）
- とも - 本堂親民室、生母は菊之江（側室）